# (5506) Artiglio
(5506) Artiglio est un astéroïde de la ceinture principale.

## Description
(5506) Artiglio est un astéroïde de la ceinture principale. Il fut découvert le 24 septembre 1987 à La Silla par Henri Debehogne. Il présente une orbite caractérisée par un demi-grand axe de 2,37 UA, une excentricité de 0,17 et une inclinaison de 5,2° par rapport à l'écliptique.

## Compléments